# Dlaczego ja?
Dlaczego ja? – polski serial paradokumentalny emitowany od 2010 roku na antenie telewizji Polsat, powstający na bazie serialu Verdachtsfälle niemieckiej telewizji RTL.
Serial realizowany jest przez firmę Polot Media (wcześniej pod nazwą Tako Media), a zdjęcia powstają we Wrocławiu.

## Charakterystyka formatu
Każdy odcinek serialu opowiada inną historię dotyczącą problemów patologii życia codziennego. Wszystkie historie, napisane przez scenarzystów, są symulowane na prawdziwe przez aktorów amatorów, wyłonionych podczas castingów. Serial nie posiada ścisłego scenariusza – każdy aktor dowolnie interpretuje sytuacje i odgrywa narzucone problemy według własnych upodobań. Widz jest postawiony przed subiektywnymi opiniami bohaterów pozytywnych i negatywnych – częścią serialu jest symulowany wywiad z każdym z nich.

## Emisja w telewizji
Uwaga: tabela zawiera daty odnoszące się wyłącznie do pierwszej emisji telewizyjnej; nie uwzględniono w niej ewentualnych prapremier w serwisach internetowych (np. Polsat Box Go).
| Seria | Odcinki        | Pierwsza emisja telewizyjna (Polsat) | Pierwsza emisja telewizyjna (Polsat) | Pierwsza emisja telewizyjna (Polsat) | Pierwsza emisja telewizyjna (Polsat) |
| Seria | Odcinki        | Sezon                                | Początek emisji                      | Koniec emisji                        | Pora emisji                          |
| ----- | -------------- | ------------------------------------ | ------------------------------------ | ------------------------------------ | ------------------------------------ |
| 1.    | 1–59 (59)      | wiosna 2010                          | 15 marca 2010                        | 9 czerwca 2010                       | poniedziałek–piątek 17.00            |
| 2.    | 60–119 (60)    | jesień 2010                          | 6 września 2010                      | 1 grudnia 2010                       | poniedziałek–piątek 17.00            |
| 3.    | 120–182 (63)   | wiosna 2011                          | 28 lutego 2011                       | 26 maja 2011                         | poniedziałek–piątek 17.00            |
| 4.    | 183–242 (60)   | jesień 2011                          | 5 września 2011                      | 30 listopada 2011                    | poniedziałek–piątek 17.00            |
| 5.    | 243–302 (60)   | wiosna 2012                          | 27 lutego 2012                       | 21 maja 2012                         | poniedziałek–piątek 17.00            |
| 6.    | 303–362 (60)   | jesień 2012                          | 3 września 2012                      | 23 listopada 2012                    | poniedziałek–piątek 17.00            |
| 7.    | 363–437 (75)   | wiosna 2013                          | 11 lutego 2013                       | 27 maja 2013                         | poniedziałek–piątek 17.00            |
| 8.    | 438–497 (60)   | jesień 2013                          | 2 września 2013                      | 22 listopada 2013                    | poniedziałek–piątek 17.00            |
| 9.    | 498–557 (60)   | wiosna 2014                          | 3 marca 2014                         | 23 maja 2014                         | poniedziałek–piątek 17.00            |
| 10.   | 558–597 (40)   | jesień 2014                          | 1 września 2014                      | 24 października 2014                 | poniedziałek–piątek 17.00            |
| 11.   | 598–637 (40)   | wiosna 2015                          | 2 marca 2015                         | 24 kwietnia 2015                     | poniedziałek–piątek 17.00            |
| 12.   | 638–677 (40)   | wiosna 2016                          | 29 lutego 2016                       | 25 kwietnia 2016                     | poniedziałek–piątek 14.45            |
| 13.   | 678–717 (40)   | jesień 2016                          | 29 sierpnia 2016                     | 21 października 2016                 | poniedziałek–piątek 14.45            |
| 14.   | 718–757 (40)   | wiosna 2017                          | 27 lutego 2017                       | 24 kwietnia 2017                     | poniedziałek–piątek 14.45            |
| 15.   | 758–797 (40)   | jesień 2017                          | 4 września 2017                      | 27 października 2017                 | poniedziałek–piątek 14.45            |
| 16.   | 798–837 (40)   | wiosna 2018                          | 26 lutego 2018                       | 23 kwietnia 2018                     | poniedziałek–piątek 14.45            |
| 17.   | 838–877 (40)   | jesień 2018                          | 3 września 2018                      | 26 października 2018                 | poniedziałek–piątek 14.45            |
| 18.   | 878–917 (40)   | wiosna 2019                          | 4 marca 2019                         | 29 kwietnia 2019                     | poniedziałek–piątek 14.45            |
| 19.   | 918–957 (40)   | jesień 2019                          | 2 września 2019                      | 25 października 2019                 | poniedziałek–piątek 14.45            |
| 20.   | 958–997 (40)   | wiosna 2020                          | 2 marca 2020                         | 27 kwietnia 2020                     | poniedziałek–piątek 14.45            |
| 21.   | 998–1037 (40)  | jesień 2020                          | 31 sierpnia 2020                     | 23 października 2020                 | poniedziałek–piątek 14.45            |
| 22.   | 1038–1077 (40) | wiosna 2021                          | 1 marca 2021                         | 26 kwietnia 2021                     | poniedziałek–piątek 14.45            |
| 23.   | 1078–1117 (40) | jesień 2021                          | 30 sierpnia 2021                     | 22 października 2021                 | poniedziałek–piątek 14.45            |
| 24.   | 1118–1157 (40) | wiosna 2022                          | 28 lutego 2022                       | 25 kwietnia 2022                     | poniedziałek–piątek 14.45            |
| 25.   | 1158–1197 (40) | jesień 2022                          | 29 sierpnia 2022                     | 21 października 2022                 | poniedziałek–piątek 14.45            |
| 26.   | 1198–1237 (40) | wiosna 2023                          | 27 lutego 2023                       | 24 kwietnia 2023                     | poniedziałek–piątek 14.45            |
| 27.   | 1238–1277 (40) | jesień 2023                          | 4 września 2023                      | 27 października 2023                 | poniedziałek–piątek 14.45            |
| 28.   | 1278–1337 (60) | wiosna 2024                          | 4 marca 2024                         | 29 maja 2024                         | poniedziałek–piątek 14.45            |
| 29.   | 1338–1397 (60) | jesień 2024                          | 2 września 2024                      | 26 listopada 2024                    | poniedziałek–piątek 14.35            |
| 30.   | 1398–1457 (60) | wiosna 2025                          | 3 marca 2025                         | 27 maja 2025                         | poniedziałek–piątek 14.35            |
| 31.   | 1458–1517 (60) | jesień 2025                          | b.d.                                 | b.d.                                 | poniedziałek–piątek 14.35            |